# Markus Foser
Markus Foser (ur. 31 stycznia 1968 w Vaduz) – narciarz alpejski reprezentujący Liechtenstein. Zajął 29. miejsce w kombinacji na igrzyskach w Albertville w 1992 r. co jest jego najlepszym wynikiem olimpijskim. Jego najlepszym wynikiem na mistrzostwach świata było 26. miejsce w zjeździe na mistrzostwach w Sierra Nevada w 1996 r. Najlepsze wyniki w Pucharze Świata osiągnął w sezonie 1993/1994, kiedy to zajął 42. miejsce w klasyfikacji generalnej.

## Sukcesy

### Puchar Świata

#### Miejsca w klasyfikacji generalnej
- 1991/1992 – 144.
- 1993/1994 – 42.
- 1994/1995 – 130.
- 1995/1996 – 86.

#### Miejsca na podium
1. Val Gardena – 17 grudnia 1993 (zjazd) – 1. miejsce